# 中臣広見
中臣 広見（なかとみ の ひろみ）は、奈良時代の貴族。中納言・中臣意美麻呂の子。官位は正五位上・神祇伯。

## 経歴
養老7年（723年）正六位上から従五位下に叙爵。神亀元年（724年）に持節大将軍・藤原宇合らによって行われた蝦夷征討に参画したらしく、翌神亀2年（725年）正月に征討軍参加者に対して行われた叙位・叙勲に際して、従五位上および勲五等を与えられている。
その後、天平年間初頭に右中弁・神祇伯を歴任する一方、天平元年（729年）正五位下、天平3年（731年）正五位上と順調に昇進している。

## 官歴
『続日本紀』による。
- 時期不詳：正六位上
- 養老7年（723年） 正月10日：従五位下
- 神亀2年（725年） 閏正月22日：従五位上、勲五等
- 天平元年（729年） 8月5日：正五位下
- 天平2年（730年） 2月2日：見右中弁
- 天平3年（731年） 正月27日：正五位上
- 天平4年（732年） 9月5日：神祇伯

## 系譜
「中臣氏系図」（『群書類従』巻第62所収）による。
- 父：中臣意美麻呂
- 母：紀奈賀岐娘 - 紀大人の娘
- 妻：不詳
  - 男子：中臣加治
  - 男子：中臣占主
  - 男子：中臣等志
  - 男子：中臣常
  - 男子：中臣武良士
  - 男子：中臣小武名
  - 男子：中臣比登
  - 男子：中臣十足
  - 男子：中臣豊河
  - 男子：中臣久爾